# 二人静 (オペラ)
『二人静 -海から来た少女-』（ふたりしずか うみからきたしょうじょ、Futari Shizuka -The Maiden from the Sea-）は、日本の作曲家細川俊夫が2017年に作曲した、1幕1場からなるオペラである。原作は平田オリザの同名の能に基づき、リブレットは作曲者自身が担当している。演奏時間は約45分。

## 作曲の経緯
作品はアンサンブル・アンテルコンタンポランからの委嘱によって制作された。

## 初演
世界初演は2017年12月1日にフランスのパリでマティアス・ピンチャーの指揮、アンサンブル・アンテルコンタンポランの演奏によって、英語による演奏会形式で行われた。
日本初演は2021年8月22日にピンチャーの指揮、アンサンブル・アンテルコンタンポランの演奏で、演奏会形式による上演を予定している。

## 編成
フルート（ピッコロ、バスフルート持ち替え）、オーボエ（イングリッシュホルン持ち替え）、クラリネット2（バスクラリネット持ち替え）、ファゴット（コントラファゴット持ち替え）、ホルン2、トランペット、トロンボーン、テューバ、パーカッション3、ピアノ（チェレスタ持ち替え）、ハープ、弦楽合奏

## 配役
| 役名   | 声域     | 初演時のキャスト         | 備考   |
| ------ | -------- | ------------------------ | ------ |
| ヘレン | ソプラノ | シェシュティン・アヴェモ |        |
| 静     |          | 青木涼子                 | 能役者 |